# Bertolino Beccari
Bertolino Beccari (... – Costanza, 1416 o 1417) è stato un vescovo cattolico italiano.

## Biografia

### Contesto storico
La vita della diocesi di Alessandria, e la serie dei suoi vescovi, nei suoi primi decenni, e cioè unitamente alla fondazione della città dal 1168, fu segnata da travagli e numerose interruzioni. Cause principali furono le discordie di giurisdizione con la diocesi di Acqui, dal cui territorio era nata la sede alessandrina. Papa Alessandro III diede incarico all'arcivescovo milanese Algisio di unire le due sedi sotto il vescovo di Acqui, ma per l'opposizione sia di Ottone Ghilini, vescovo eletto di Alessandria, che del vescovo di Acqui la disposizione non ebbe effetto. La diocesi alessandrina rimase vacante per lungo tempo.
Nel maggio 1205 papa Innocenzo III riprese in mano la questione, decidendo di dare attuazione alle disposizioni di Alessandro III. Fu rinnovata l'unione aeque principaliter delle due sedi con la bolla Cum beatus Petrus e il vescovo acquese Ugo Tornielli divenne anche vescovo di Alessandria, con l'obbligo di risiedere sei mesi in una città e sei mesi nell'altra. Ma i dissidi fra le due diocesi furono tali che alla fine, nel novembre 1213, Ugo Tornielli decise di dimettersi.
Da questo momento Alessandria, benché ancora formalmente unita ad Acqui, non ebbe più vescovi propri; inizialmente fu governata dal capitolo della cattedrale e poi, dal 1235, dall'arcidiacono capitolare. Il vescovo di Acqui, alla cui sede era unita quella di Alessandria, non si preoccupò mai della Chiesa alessandrina, e, ad eccezione di un solo caso, nessuno dei vescovi acquesi portò mai la titolazione di vescovo di Alessandria. Secondo Cappelletti, per la sua fedeltà all'imperatore, la città di Alessandria fu privata dal 1213 al 1240 della dignità episcopale; ripristinata la diocesi nel 1240, fu governata dai vescovi di Acqui fino al 1405; secondo Fedele Savio, invece, nel 1240 papa Gregorio IX avrebbe sciolto l'unione tra Acqui e Alessandria senza però nominare vescovi alessandrini fino al 1405.

### Il "primo" vescovo
Questo status quo durò fino a quando papa Innocenzo VII, con la bolla Sedis Apostolicæ del 15 aprile 1405, riorganizzò la diocesi e nominò vescovo l'agostiniano Bertolino Beccari. Egli fu una sorta di "primo vescovo", considerato il lungo periodo di vacanza della sede. Tutti gli annalisti sono concordi nell'identificarlo come alessandrino, cives alexandrinus, sia lo Schiavina sia il Ghilini ma anche la bolla papale lo dice de Alexandria, e lo storiografo Raffaele Lumelli lo fa nascere a Bergoglio, chiamandolo bergogliensis.
Trascorre quasi un anno dalla sua nomina a vescovo di Alessandria per essere, quindi, consacrato, sotto il pontificato di papa Innocenzo VII, il 25 gennaio 1406, giorno della conversione di San Paolo.

### Attività
Partecipò al Concilio di Pisa nella persona del vescovo di Novara Giovanni Capogallo in qualità di suo procuratore. Si legge in uno degli atti del Concilio intitolato Nomina patrum, che Giovanni vescovo di Novara dicesi intervenuto anche pro Bartholomeo episcopo Alexandriæ.
Di persona fu invece presente ad un altro concilio, quello di Costanza, nel 1414. A causa di un errore legato alla data di morte del vescovo Bartolino, si è pensato che la presenza a Costanza fosse da attribuire al successore, il milanese Michele Mantegazza. Come si evince da una pergamena conservata presso l'archivio capitolare di Alessandria, Bartolino era ancora vivo nel 1415. È possibile che la sua presenza al Concilio non fosse tanto come vescovo di Alessandria, ma come uno degli ambasciatori inviati nel gennaio del 1415 dal duca di Milano Filippo Maria Visconti. Il Corio, al paragrafo 4 della sua Storia, lo dice però espressamente «lo episcopo de Alexandria».
Ebbe come suoi vicari Biagio Ghilini, futuro abbate di Sant'Ambrogio di Milano, e Sebastiano Ardizzoni dei frati minori conventuali.